# Euchromia laura
Euchromia laura là một loài bướm đêm thuộc phân họ Arctiinae, họ Erebidae.